# 컬렉티브 솔
컬렉티브 솔(Collective Soul)은 미국 조지아주 스톡브리지 출신 록 밴드이다.

## 멤버
- 에드 롤랜드(Ed Roland) - 보컬, 기타, 키보드, 작사, 작곡, 프로듀스, 버클리 음악 대학 출신
- 딘 롤랜드(Dean Roland) - 리듬기타
- 윌 터핀(Will Turpin) - 베이스, 코러스
- 조엘 코쉬(Joel Kosche) - 리드기타, 보컬 (2001년 ~ 현재)
- 라이언 호일(Ryan Hoyle) - 드럼(2005년 ~ 현재)

### 이전 멤버
- 로스 차일드레스(Ross Childress) - 기타(1993년 ~ 2001년)
- 셰인 에반스(Shane Evans) - 드럼,퍼커션(1993년 ~ 2005년)

## 음반 목록

### 정규 음반
- 《Hints, Allegations, and Things Left Unsaid》(1994년)
- 《Collective Soul》(1995년)
- 《Disciplined Breakdown》(1997년)
- 《Dosage》(1999년)
- 《Blender》(2000년)
- 《Youth》(2004년)
- 《Afterwords》(2007년)
- 《Collective Soul》(2009년)